# Capri Rekord
Die Capri Rekord war ein sportliches Kleinkraftrad, das von 1964 bis 1967 von dem italienischen Hersteller Capri-Agrati produziert und in Deutschland unter dem Namen Rekord angeboten wurde. Capri-Agrati war ab 1960 Teil des Garelli-Konzerns. 
Trotz geringer Bekanntheit in Deutschland wurde die Capri Rekord als „superschnelle Maschine für den sportlichen Fahrer“ beworben. Sie hatte einen 5,2 PS starken Garelli-Zweitaktmotor mit Fahrtwindkühlung und erreichte laut Hersteller eine Höchstgeschwindigkeit von bis zu 84 km/h.
Optisch hatte das Modell ein filigraisches Design und technischen Highlights waren ein doppelten Rohrrahmen, hydraulischer Teleskopgabel vorne, einer Hinterradfederung mit zwei Federbeinen sowie Trommelbremsen mit 120 mm Durchmesser. Die Capri Rekord hatte eine Doppelsitzbank, einen Kunstlederüberzug, ein integriertes Werkzeugfach und ein Lenkerschloss.

## Technische Daten
| Merkmal               | Capri Rekord (1964–1967)    |
| --------------------- | --------------------------- |
| Hersteller            | Agrati/Garelli              |
| Bauzeit               | 1964–1967                   |
| Motor                 | Einzylinder-Zweitaktmotor   |
| Hubraum               | 50 cm³                      |
| Bohrung × Hub         | 40 mm × 39 mm               |
| Kühlung               | Fahrtwind                   |
| Schmierung            | Gemisch                     |
| Leistung              | 5,2 PS bei 7500/min         |
| Getriebe              | 4-Gang mit Fußschaltung     |
| Rahmen                | Rohrrahmen                  |
| Vorderradaufhängung   | Teleskopgabel (hydraulisch) |
| Hinterradaufhängung   | Schwinge mit 2 Federbeinen  |
| Bremsen               | Trommel vorn und hinten     |
| Reifen (v/h)          | 17 × 2.75 / 17 × 2.75       |
| Leergewicht           | 74 kg                       |
| Höchstgeschwindigkeit | ca. 84 km/h                 |
| Sitzplätze            | 2                           |
| Preis (1965)          | 1.095,– DM                  |